# Fabryka Kontenerów „Unikon”

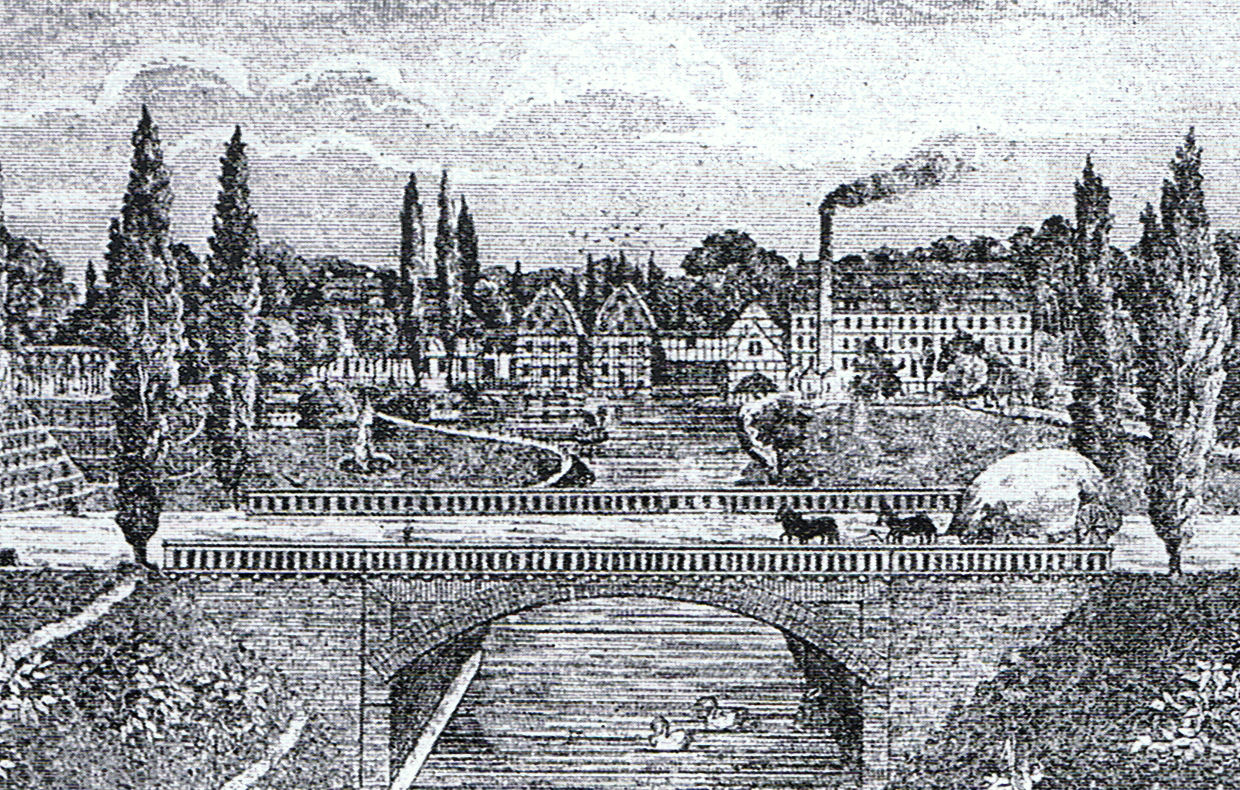
Widok na papiernię (1840)

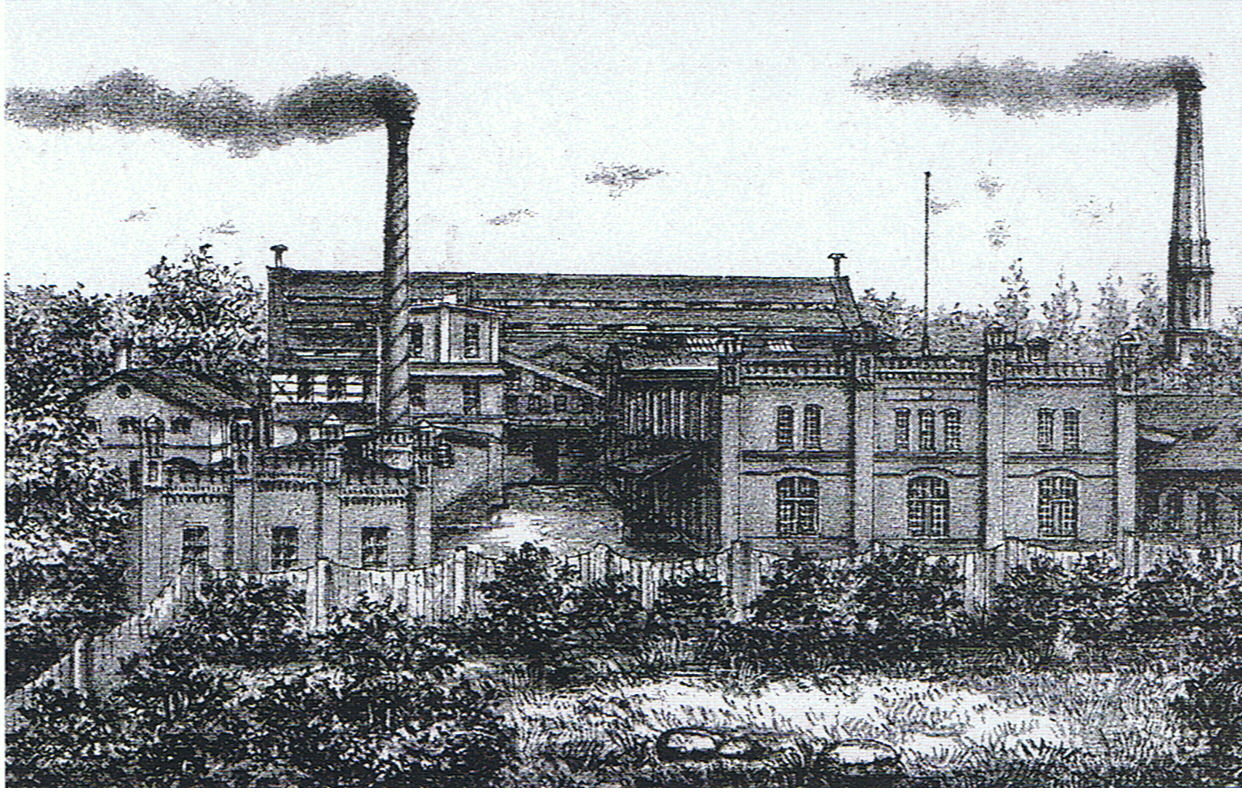
Widok na papiernię (1901)

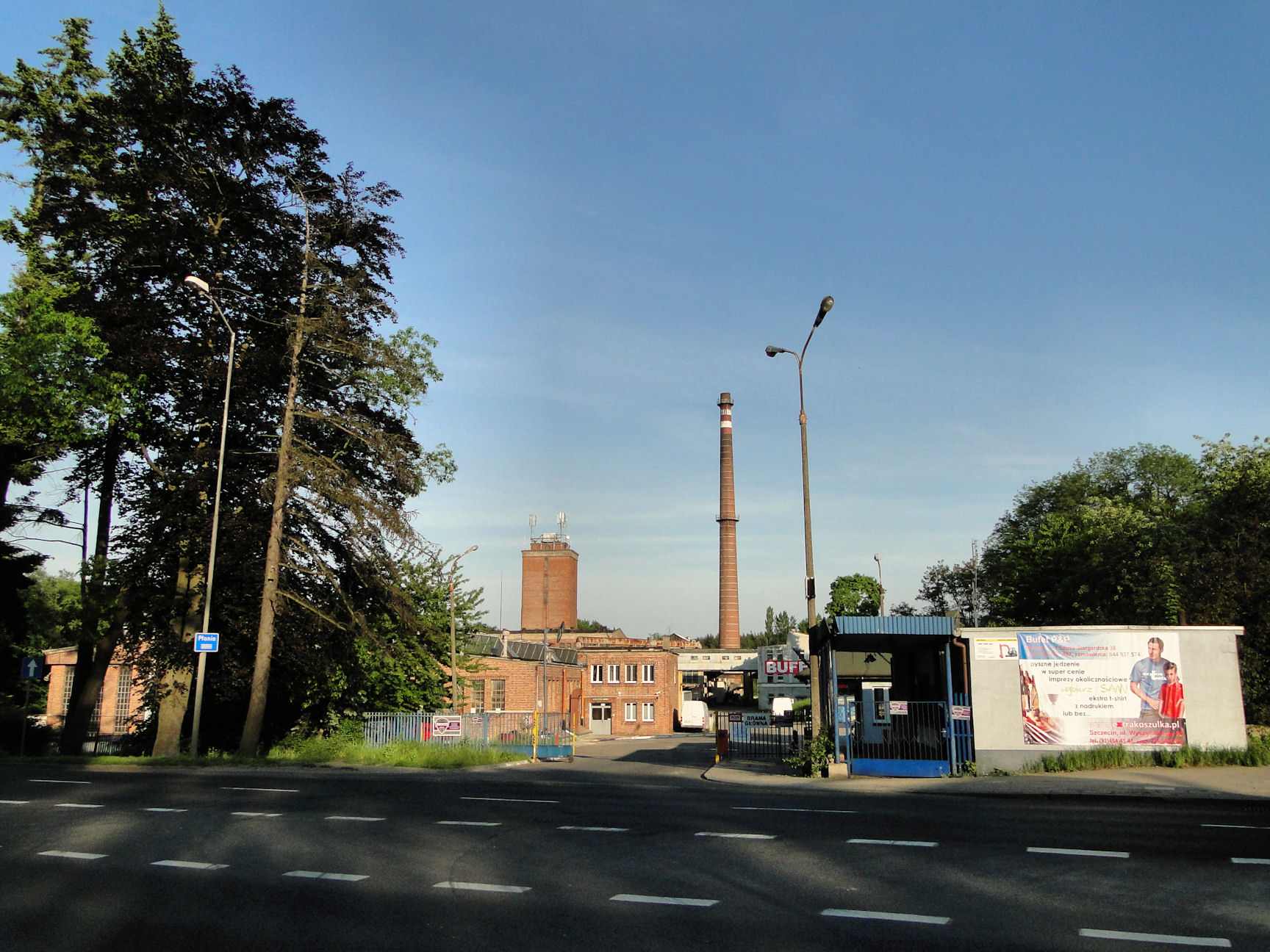
Dawna fabryka kontenerów (2010)

Fabryka Kontenerów „Unikon” – popularna nazwa zakładu przemysłowego w prawobrzeżnej części Szczecina położonego na osiedlu administracyjnym Płonia-Śmierdnica-Jezierzyce, w części miasta zwanej Strugą. Pierwszy zakład w tym miejscu powstał w XVI w. - był to młyn papierniczy napędzany wodami rzeki Płonia. Produkcję papieru kontynuowano, aż do czasów II wojny światowej. W latach siedemdziesiątych XX w. w zakładzie rozpoczęto produkcję kontenerów (był to jedyny tego typu zakład w ówczesnej Polsce). Po 1989 zakład kilkakrotnie zmieniał nazwę i właściciela. 

## Historia
Młyn papierniczy w okolicy wsi Płonia został założony nad rzeką Płonią w 1528 na mocy przywileju wydanego przez księcia Jerzego I i Barnima XI. Przywilej ten był powtarzany jeszcze dwukrotnie: w 1579 przez księcia Jana Fryderyka oraz w 1611 przez księcia Filipa II. Na zlecenie tego ostatniego, w 1618 papiernia wyprodukowała papier, na którym Eilhardus Lubinus sporządził Wielką Mapę Księstwa Pomorskiego.
W 1659 papiernia uległa zniszczeniu podczas wojny szwedzko-brandenburskiej. Odbudowa nastąpiła po ok. 20 latach dzięki dotacjom elektora brandenburskiego Fryderyka I.
Od 1705 papiernia była dzierżawiona przez rodzinę Munche (lub Münch), która od 1769 stała się jej właścicielem. W 1871 młyn papierniczy został sprzedany szczecińskiemu kupcowi Otto Kühnermannowi, który w następnym roku przekształcił zakład w spółkę akcyjną. Pozyskany kapitał umożliwił gruntowną modernizację papierni i przekształcenie jej z manufaktury w zakład przemysłowy wyposażony w nowoczesne maszyny papiernicze napędzane przez dwa koła wodne, trzy turbiny oraz dwie maszyny parowe o mocy 40 i 100 KM. Dokonano wówczas także regulacji rzeki Płoni oraz doprowadzono do zakładu bocznicę kolejową. W 1906 powierzchnia zakładu wynosiła ok. 35 ha. Większość pracowników mieszkała w należącej do zakładu wsi Struga. W latach dwudziestych XX w. zakład wyposażony był w dwie maszyny papiernicze i produkował szeroką gamę wyrobów papierniczych (papier pocztowy, pocztówkowy, listowy, drukarski, rysunkowy, wielowarstwowy, do maszyn do pisania oraz papier czerpany). Energii elektrycznej dostarczały znajdujące się na miejscu generatory napędzane maszyną parową o mocy 800 KM i trzema turbinami wodnymi o łącznej mocy 220 KM.
W marcu 1945 fabryka została poważnie uszkodzona podczas ofensywy wojsk radzieckich. Po zakończeniu II wojny światowej zabudowania dawnej papierni wykorzystywane były jako zaplecze magazynowe Państwowego Urzędu Rezerw. Na początku lat sześćdziesiątych zmieniono przeznaczenie kompleksu fabrycznego i utworzono tu Szczecińskie Zakłady Przemysłu Maszynowego Leśnego produkujące sprzęt do prac leśnych oraz aparaturę do chemii drzewnej i dla zakładów płyt wiórowych. W 1971 zmieniono profil produkcji zakładów i zaczęto wytwarzać  kontenery, części do podwozi wagonów kolejowych oraz elementy suszarń przemysłowych. W 1972 nastąpiła zmiana nazwy zakładów na Fabryka Urządzeń Wagonowych „Fakon”, a po 1975 na: Fabryka Kontenerów „Unikon”. Jednocześnie ograniczono asortyment produkcji koncentrując się na wytwarzaniu kontenerów. Rocznie produkowano do 10 000 kontenerów przeliczeniowych TEU, przeznaczonych prawie w całości na eksport m.in. do Szwecji, Norwegii, Danii, Niderlanów, Belgii, Niemiec Zachodnich, Francji, Austrii, Jugosławii. Zakład zatrudniał do 650 osób.
Po 1989 zakład kilkakrotnie zmieniał formę organizacyjną i właściciela co powodowało częste zmiany nazwy („Unikon-International”, „Box Europe”, „Gulf Intermodal”). W 2006 zakład ogłosił upadłość.